# Ignorância pluralística
Em psicologia social, ignorância pluralística, conceito criado em 1924 por Floyd Henry Allport, é um processo que envolve vários membros de um grupo que pensam possuir percepções, crenças, ou atitudes diferentes do restante do grupo. Apesar de não apoiarem a norma do grupo, os dissidentes se comportam como os outros membros, porque pensam que o comportamento dos outros componentes demonstra que a opinião do grupo é unânime. Em outras palavras, visto que aqueles que discordam comportam-se como se concordassem, cada um dos dissidentes imagina que a norma é aprovada por todos os outros membros, menos por ele mesmo. Isto, por sua vez, reforça o desejo de conformar-se à norma do grupo em vez de expressar discordância. Por conta da ignorância pluralística, as pessoas podem se conformar com a opinião consensual percebida num grupo, em vez de pensar e agir sob suas próprias perspectivas.

## Conceituação
A ignorância pluralística explica parcialmente o "efeito espectador": a observação de que é muito mais provável que as pessoas intervenham numa emergência quando estão sozinhas do que quando outras pessoas estão presentes. Se as pessoas monitoram as reações dos outros em tal situação, podem concluir a partir da falta de iniciativa alheia, que as outras pessoas pensam que não é necessário intervir. Se todos se comportarem desta forma, ninguém fará nada, mesmo que algumas pessoas pensem consigo mesmas que deveriam ter feito alguma coisa. Por outro lado, se alguém intervém, é mais provável que outras pessoas sigam o exemplo e prestem ajuda.
Algumas pessoas pensam que a ignorância pluralística explica os acontecimentos no caso do assassinato de Kitty Genovese: cerca de uma dúzia de testemunhas falharam em prestar socorro enquanto ela era esfaqueada até a morte. Outros não consideram a ignorância pluralística importante neste caso, porque a maioria das testemunhas apenas ouviu o assassinato (isto é, não eram testemunhas oculares). Estas pessoas foram incapazes de monitorar as reações das outras pessoas, o que inviabilizaria a ocorrência de um processo de ignorância pluralística. Todavia, poderia ser sustentado que aqueles que apenas ouviram o crime foram também capazes de monitorar as reações alheias da mesma forma.

## Equívocos Comuns
Ignorância pluralística pode ser contrastada com um outro fenômeno, o efeito do falso consenso. No primeiro é gerado um consenso acerca de uma determinada norma, sendo que a maioria não o aprova mas não o expressa publicamente. Por outro, o último fenômeno reside apenas num um indivíduo. Este, com considerável autoestima, pensa que a população tem as mesmas opiniões que as dele. Acontece que na realidade a população tem opiniões divergentes à dele, e para além do mais estas são expressas publicamente. Portanto a diferença entre os dois fenômenos reside no alcance (no primeiro envolve a maioria, enquanto que no último apenas um indivíduo), e na expressão das normas (no primeiro é privada, enquanto que no último é pública). 

Olhando para exemplos, o fenómeno de ignorância pluralística ocorre quando um estudante consome altas quantidades de álcool porque pensa que todos os seus colegas o fazem também. Contudo, na realidade a maioria preferia o não fazer só que não expressa a sua opinião por medo de ser ridicularizada. Um falso consenso para esta mesma situação ocorreria quando um estudante acredita que a maioria das pessoas não gosta de beber em excesso, quando na realidade a maioria gosta e além do mais expressa publicamente o seu gosto.